# Clive Standen
Clive Standen (ur. 22 lipca 1981 w Holywood) – brytyjski aktor filmowy i telewizyjny.

## Życiorys
Urodził się w rodzinie wojskowego, który stacjonował wówczas w Irlandii Północnej. Rodzina przeniosła się wkrótce do Leicestershire. Clive Standen zaczynał działalność aktorską w grupie kaskaderskiej z Nottingham. Później został członkiem zespołów aktorskich National Youth Theatre i National Youth Music Theatre. Kształcił się następnie przez trzy lata w szkole artystycznej London Academy of Music and Dramatic Art. W telewizji debiutował w 2004 w fabularyzowanym dokumencie Ten Days to D-Day i serialu Budząc zmarłych. W 2007 wystąpił w bollywoodzkiej produkcji Namastey London. W 2009 wcielił się w postać Łucznika w Robin Hoodzie. Dołączył następnie do regularnej obsady dwóch seriali, co przyniosło mu popularność i rozpoznawalność. W 2010 zagrał Gawaina w Camelocie, a w 2013 Rolla w Wikingach, postać wzorowaną na normańskim wodzu Rolfie.

## Wybrana filmografia
- 2004: Budząc zmarłych (serial TV)
- 2004: Ten Days to D-Day
- 2005: Doctors (serial TV)
- 2005: Tom Brown's Schooldays
- 2006: Heroes and Villains
- 2007: Namastey London
- 2007: Zero Hour (serial TV)
- 2008: Doktor Who (serial TV)
- 2009: Robin Hood (serial TV)
- 2010: Camelot (serial TV)
- 2010: Eating Dust
- 2013: Hammer of the Gods
- 2013: Wikingowie (serial TV)
- 2014: Atlantis (serial TV)[1]